# Саріак (цар скіфів)
Саріак (дав.-гр. Σαριακος; приблизно 180 до н. е.—160 до н. е.) — династ Малої Скіфії, відомий з нумізматичних та епіграфічних джерел.
Саріак єдиний відомий скіфський володар у Добруджі, що карбував не тільки бронзові, а й срібні монети. Легенди на монетах відрізняються, на бронзових монетах ім'я царя скорочене дав.-гр. Σαρια. Висловлювалася думка, що єдина відома срібна монета може бути підробкою, а справжнє ім'я царя саме Саріа. Подальші епіграфічні відкриття розвіяли ці сумніви.
Поблизу миса Каліакра був знайдений жертовник Діоскурам. Згідно напису на вівтарі, він був побудований Антігоном, сином Геракліта за царя Саріака. Культ Діоскурів, покровителів моряків та війська, був досить популярним у династів Малої Скіфії.
Етимологія імені:
дав.-гр. Σαριακος < скіф. *saria — укр. голова, верховний.